# Ràtio de Sharpe
La raó de Sharpe és una mesura de la prima d'una inversió. El 1994 va ésser redefinida per al seu propi autor, William Forsyth Sharpe, de la següent manera: la raó entre el valor esperat, la mitjana, de l'excés de rendiment de l'actiu i la desviació estàndard dels rendiments de l'actiu.
L'excés de rendiment es calcula prenent com a referència un actiu model o objectiu, en teoria lliure de risc, com per exemple certes emissions de deute públic o índex de tipus d'interès, com podria ésser l'Euribor.
La desviació estàndard és una mesura de la dispersió dels rendiments de l'actiu.
Abans de la revisió de 1994, els rendiments de l'actiu de referència es consideraven constants.
La Ràtio de Sharpe s'utilitza per conèixer si el rendiment d'una inversió compensa el risc d'aquesta inversió, és a dir, si el rendiment és funció del risc assumit.
En comparar dues inversions, cadascuna amb el seu valor esperat de rendiment contra un mateix model, la que té la Ràtio de Sharpe més elevada proporciona un major rendiment per a un mateix nivell de risc.